# Classe Bay (LSD)
Pour les autres classes de navires du même nom, voir Classe Bay.
La classe Bay (anciennement Alternative Landing Ship Logistics) sont des Landing Ship Dock (Auxiliary) (selon la liste des codes des immatriculations des navires de l'US Navy) de la Royal Fleet Auxiliary britannique entré en service à partir de 2006.

## Caractéristiques
Basés sur la classe Enforcer de Schelde, ils sont dotés d'un pont d'envol et d'un radier et sont conçus pour déployer des forces terrestres sur des rives ennemies. Ces navires peuvent embarquer un bataillon de 32 chars de combat Challenger 2 ou 150 camions légers, plus 15 conteneurs 40 TEU ou 24 conteneurs 24 TEU et des embarcations de débarquement (2 LCVP Mk5 ou 1 LCU Mk10 ou 2 radeaux motorisés  Mexeflote). La classe Bay compte 4 navires, commissionnés en 2006 et 2007, qui remplacent les 3 LSL de classe Round Table ; à la suite de restrictions budgétaires, le Royaume-Uni a vendu le plus ancien à l'Australie en 2011.

## Navires
- RFA Largs Bay (L3006) ; retiré du service de la marine britannique en 2011, vendu à la marine australienne pour cent millions de dollars australien, en service dans cette marine en 2012[1];
- RFA Lyme Bay (L3007) ;
- RFA Mounts Bay (L3008) ;
- RFA Cardigan Bay (L3009).

## Galerie de photos

Classe Bay
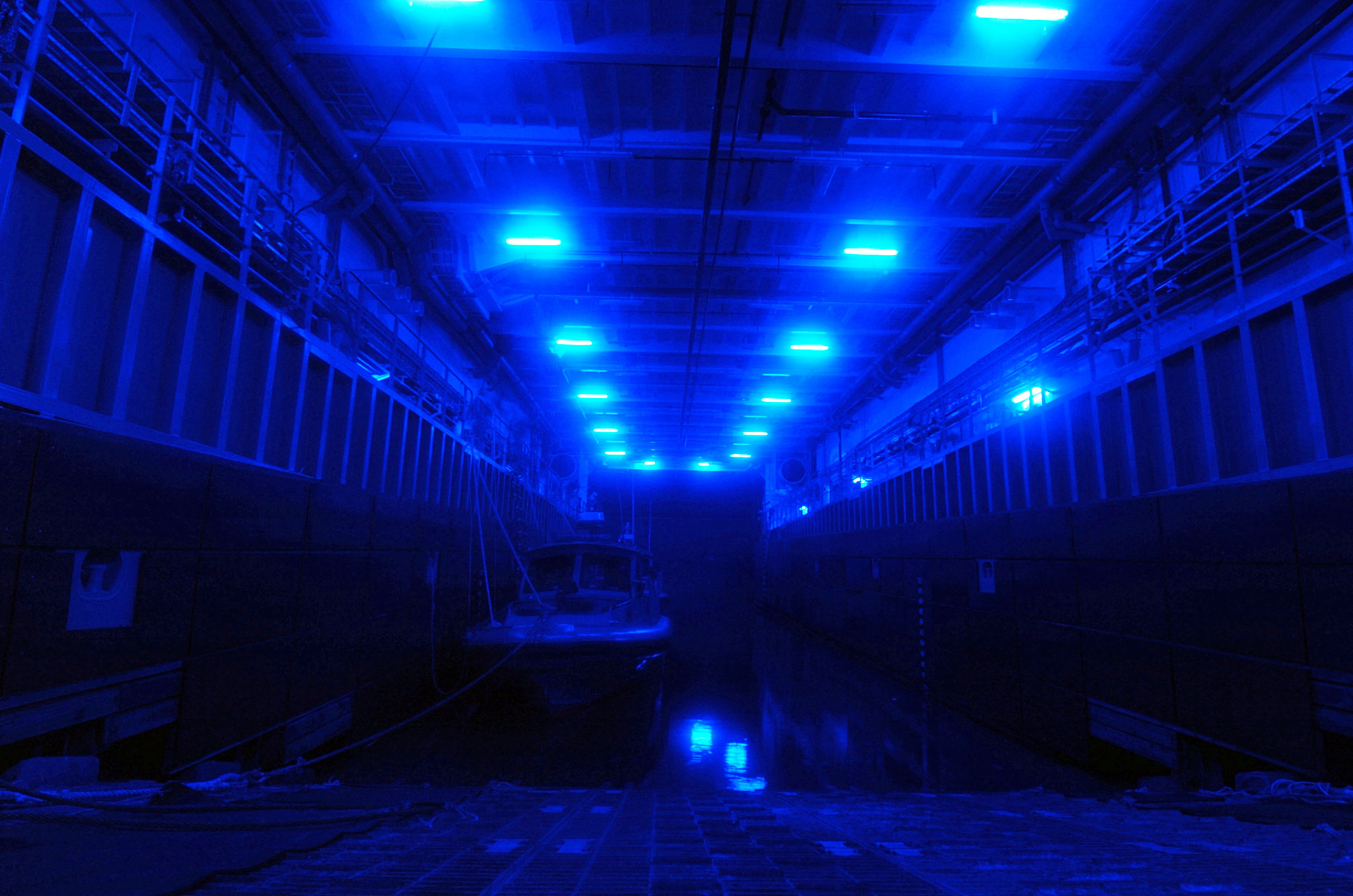
Deux patrouilleurs Inshore Boat Unit (IBU) no 21 et no 22 dans le radier du RFA Cardigan Bay dans le golfe Persique (14 février 2008)